# Illhaeusern
Illhaeusern (deutsch Illhäusern) ist eine französische Gemeinde mit 719 Einwohnern (Stand 1. Januar 2022) im Département Haut-Rhin in der Region Grand Est (bis 2015 Elsass). Sie ist Mitglied des Gemeindeverbandes Pays de Ribeauvillé.

## Geografie
Illhaeusern liegt in der Oberrheinebene im Grand Ried, zwischen dem südlich gelegenen Colmar und Schlettstadt im Norden, an der Mündung der Fecht in die Ill. Die  Départementsstraße D 106 verbindet den Ort mit Guémar etwa drei Kilometer westlich und Elsenheim knapp sechs Kilometer südöstlich. Das Gemeindegebiet wird weitgehend landwirtschaftlich genutzt.

## Geschichte
Das erste Mal wird der Ort im Jahre 1482 als Fischerdorf erwähnt. Neben dem Fischfang betätigten sich die Bewohner des Ortes aber auch als Flussschiffer, um Waren (hauptsächlich Korn und Wein) auf der Ill nach Straßburg zu befördern. 1795 wurde der Ort dem Département Haut-Rhin zugesprochen, wo er bis 1802 dem Kanton Riqewihr angehörte, danach dem Kanton Ribeauvillé. Im Lauf der Jahre lieferten auch andere wirtschaftliche Tätigkeiten Möglichkeiten zum Lebensunterhalt: der Schiffsbau und der Abbau von Sand und Kies aus der Fecht und der Ill, Tabakanbau, Korbflechterei und Viehzucht. 1833 erhielt der Ort die Selbständigkeit als eigene Gemeinde.
Von 1871 bis zum Ende des Ersten Weltkrieges gehörte Illhäusern als Teil des Reichslandes Elsaß-Lothringen zum Deutschen Reich und war dem Kreis Rappoltsweiler im Bezirk Oberelsaß zugeordnet.
Gegen Ende des Zweiten Weltkriegs (Dezember 1944 / Januar 1945) hatte der Ort besonders zu leiden unter den letzten Schlachten um den Brückenkopf Elsass (Kessel von Colmar). Nach weitgehender Zerstörung wurde der Ort am 25. Januar 1945 von alliierten Truppen befreit.
Bekannt wurde der Ort durch das Spitzenrestaurant L’Auberge de l’Ill, das von 1967 bis 2018 unter Paul Haeberlin und ab 1976 unter Marc Haeberlin mit drei Michelinsternen ausgezeichnet war.

## Bevölkerungsentwicklung
| Jahr                                            | 1910 | 1962 | 1968 | 1975 | 1982 | 1990 | 1999 | 2007 | 2018 |
| ----------------------------------------------- | ---- | ---- | ---- | ---- | ---- | ---- | ---- | ---- | ---- |
| Einwohner                                       | 538  | 481  | 488  | 517  | 557  | 578  | 648  | 728  | 711  |
| Quellen: Gemeindeverzeichnis, Cassini und INSEE |      |      |      |      |      |      |      |      |      |

## Persönlichkeiten
- Paul Haeberlin (1923–2008), Drei-Sterne-Koch, machte Illhaeusern durch sein Restaurant Auberge de l’Ill bekannt
- Marc Haeberlin (* 1954), Drei-Sterne-Koch, der das Restaurant seines Vaters Paul weiterführt

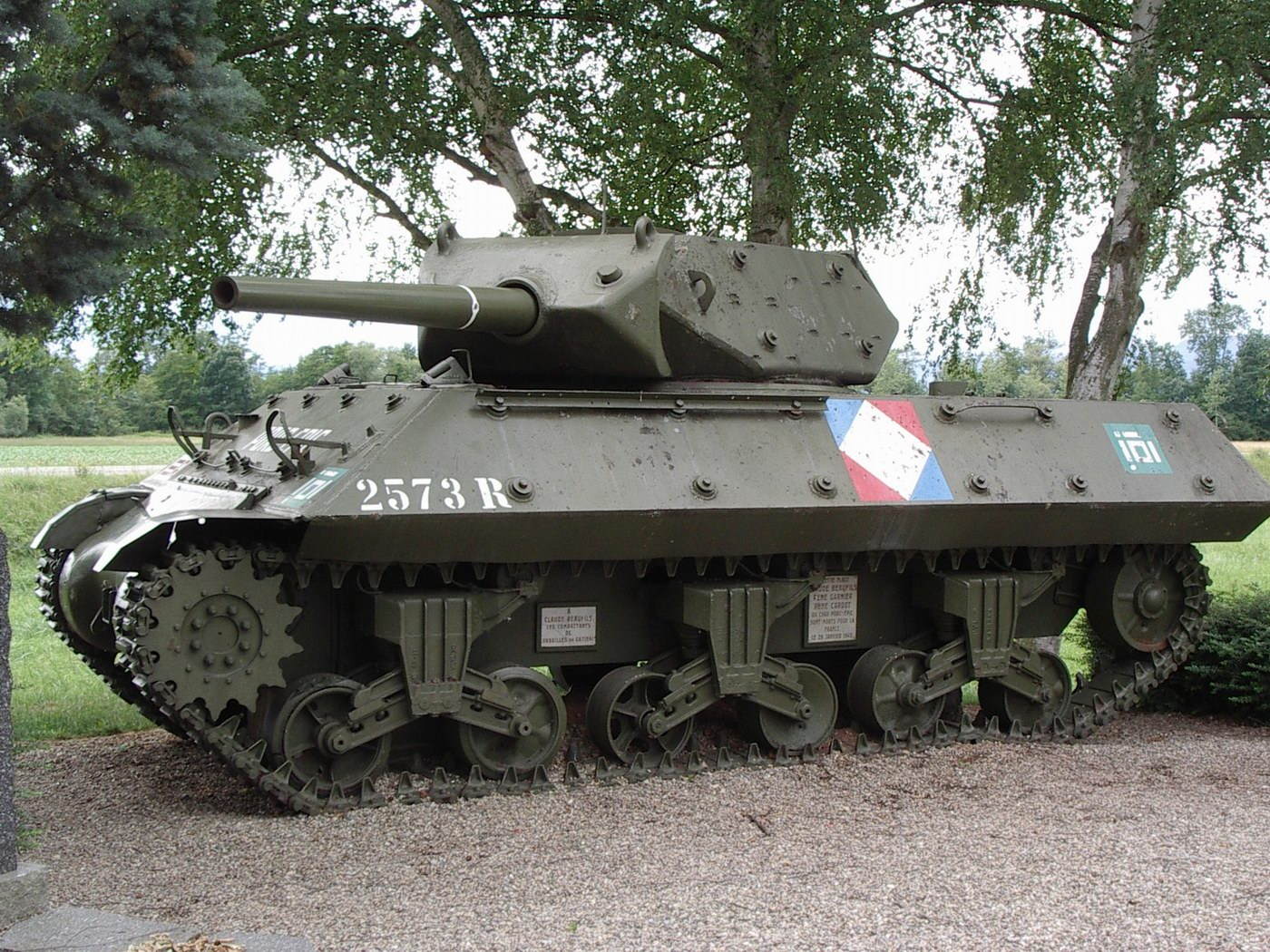
Mahnmal: Französischer M10 Wolverine-Panzer, am 26. Januar 1945 zwischen Illhaeusern und Elsenheim abgeschossen
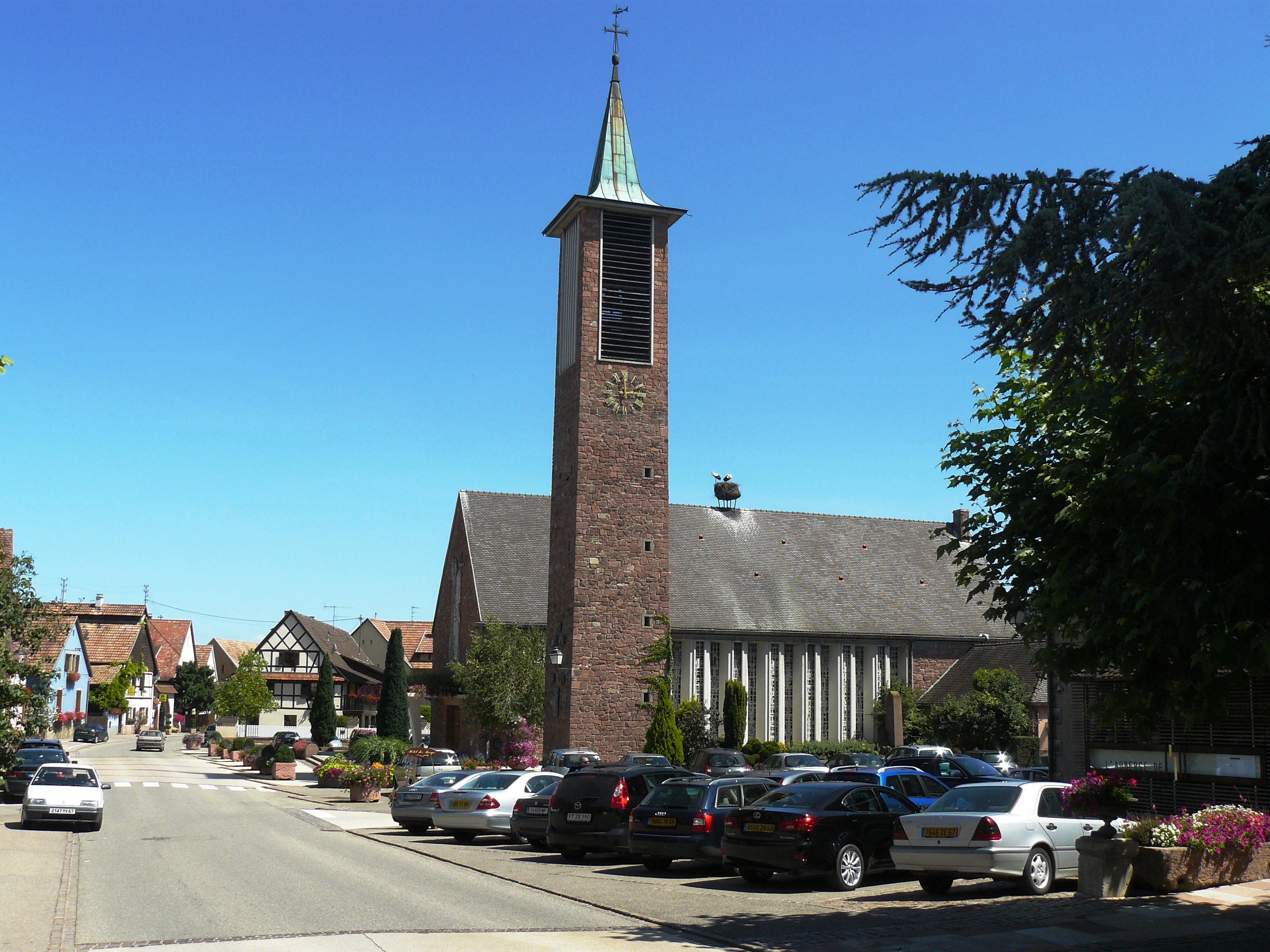
Kirche St. Peter und Paul Illhaeusern
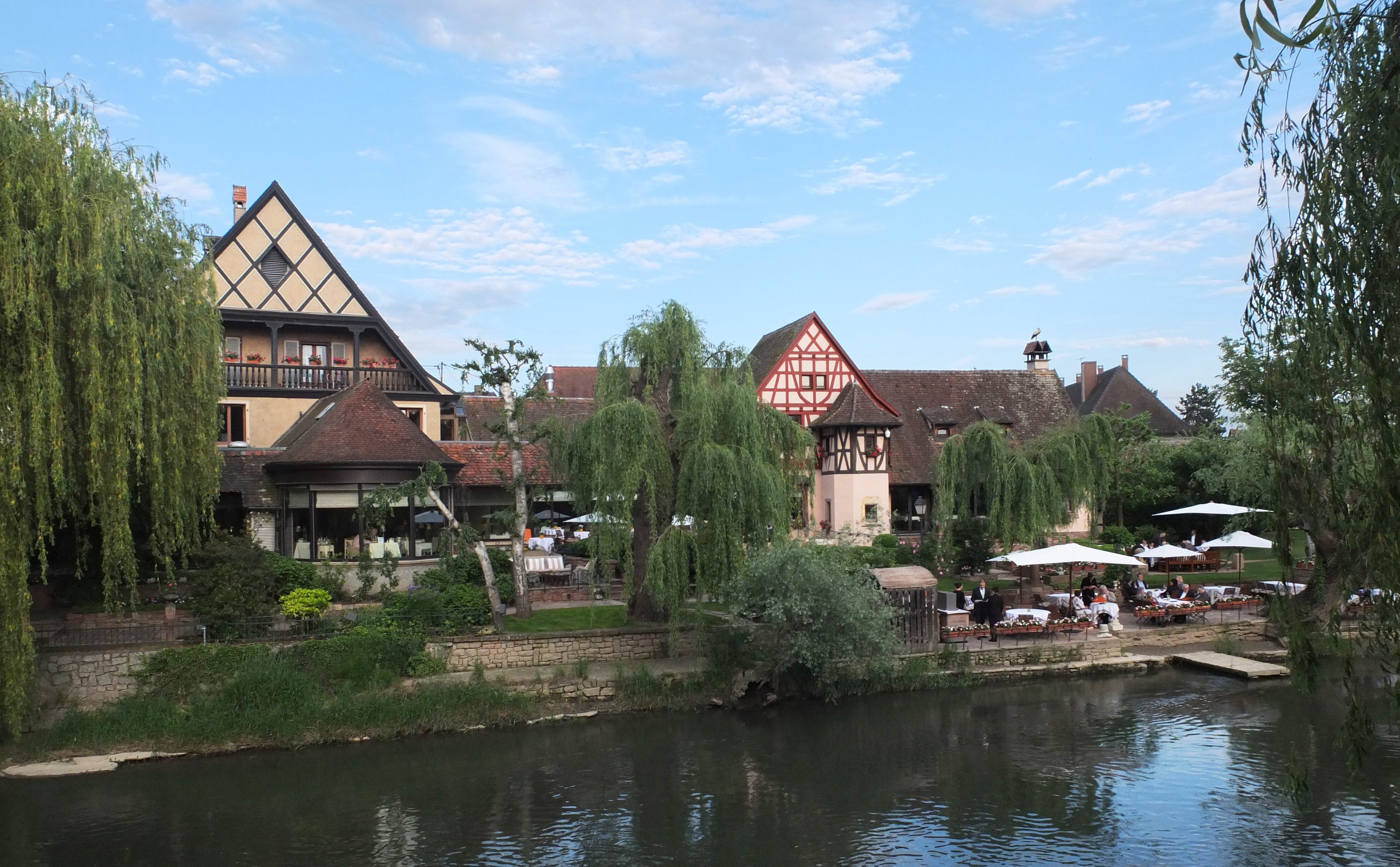
Auberge de l’Ill